# アンドロメダ座IX
アンドロメダ座IX(Andromeda IX)は、アンドロメダ座の矮小楕円体銀河である。2004年に、スローン・デジタル・スカイ・サーベイ(SDSS)の画像から、Zuckerらによって発見された。発見時には、ΣV ? 26.8mags arcsec-2と、既知の最も表面輝度の低い銀河であり、また絶対等級の最も低い銀河であった。
アンドロメダ座IXは、2002年10月5日にアンドロメダ銀河の軸に沿って撮影されたSDSSのデータから発見された。McConnacrchieによると、距離は、アンドロメダ銀河までの距離とほぼ正確に同じである。